# Вучедольська культура

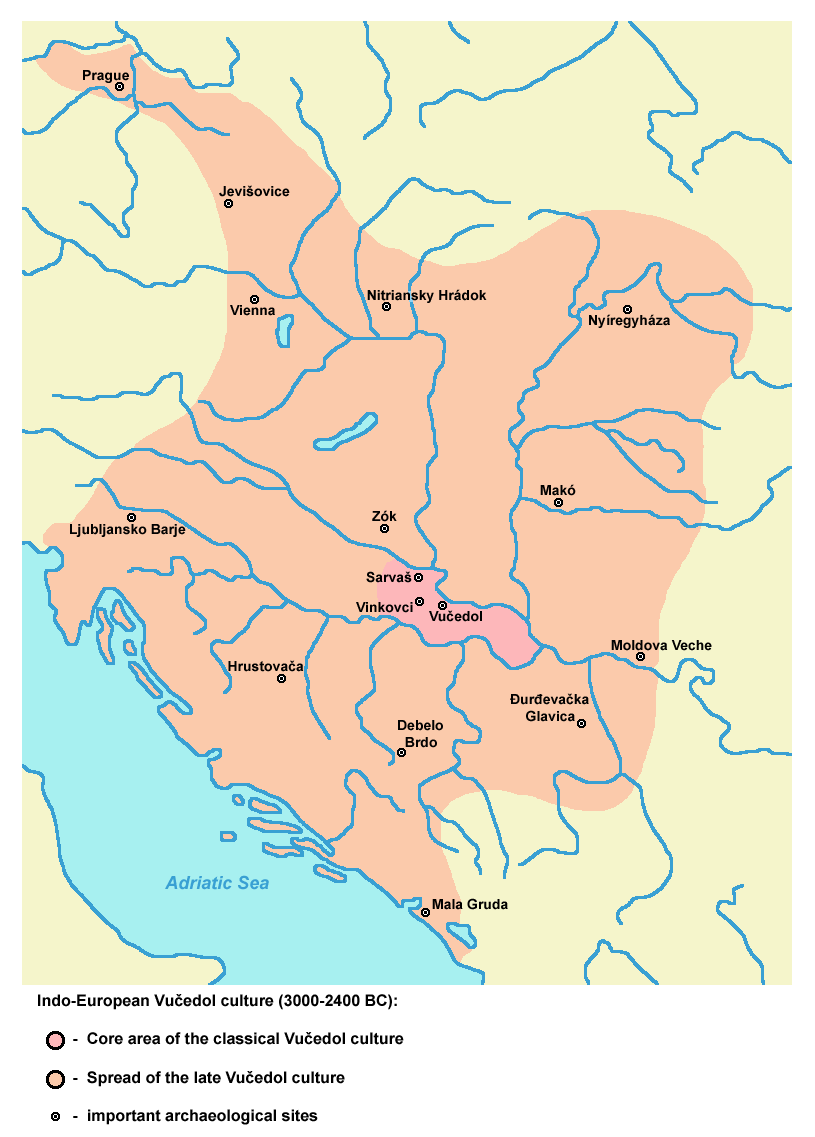
Мапа поширення Вучедольської культури

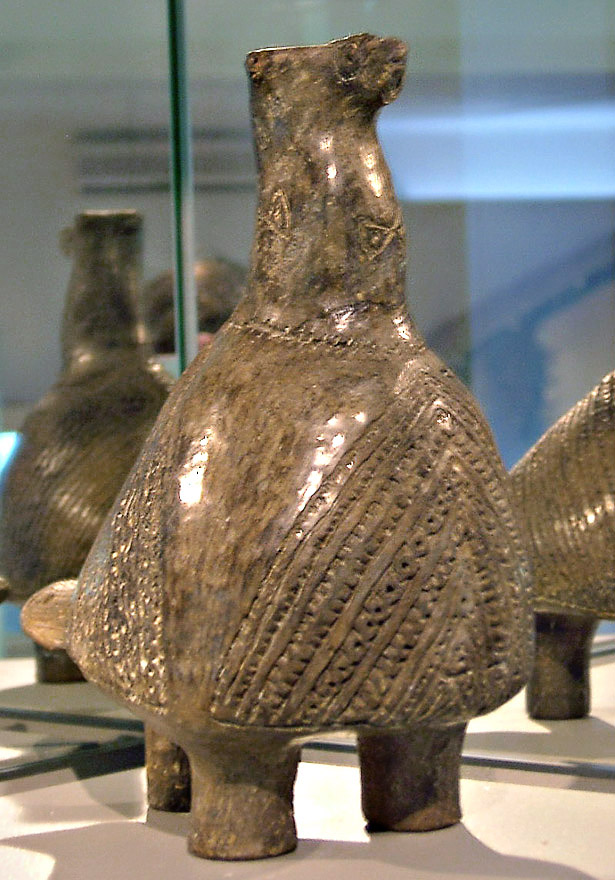
Вучедольська голубка, емблема Вучедольської культури

Вучедольська культура — балканська енеолітична культура 3000-2600 років до н. е. Становлення відбулося під сильним впливом костолацької культури. Мала поширення у Сремі та Східній Славонії на правому березі річки Дунай, але, можливо, також поширювалося по всій Паннонії і західним Балканам і далі на південь. Була сучасником Шумеру, ранньодинастичного Єгипту і найдавніших поселень Трої (Troя I та II). Деякі автори вважають її індо-європейською культурою.

## Розташування
Головні знахідки були виявленні в сьогоденному Вучедолі («Долина Вовка»), місце за 6 км вниз за течією від міста Вуковар, Хорватія, серед них т.з. Вучедольська голубка — керамічний посуд. Вважається, що поселення було домівкою для близько 3000 мешканців, що робить його одним з найбільших і найважливіших європейських центрів свого часу.
Вучедольська культура сформувалася на базі баденської культури (через посередництво проміжної культури Костолац). Вучедольську культуру успадковує вінковацька культура, за посередництвом якої вучедольці пов'язані з формуванням іллірийських племен.

## Культурні фази
Археологічну стратиграфію Вучедольської культури можна розділити на чотири етапи:
- Докласичний період А
- Ранньокласичний період B1
- Класичний період B2
- Період розширення з регіональними типами, C:
  - Східнохорватський (Славонсько-Срмський тип)
  - Західнобоснійський (тип Грустовац)
  - Південнобоснійський (тип Дебело-Брдо)
  - Північносербський (тип Джюрджевачка Главица)
  - Західнохорватсько-Словенський (тип Люблянсько-Бар'є)
  - Задунайський (Паннонсько-Угорський тип)
  - Східноавстрійсько-Чеський тип

Основу господарства становило тваринництво. Вважається, що вучедольці практикували людські жертвопринесення. Хорватські вчені припускають, що носії вучедольської культури володіли найдавнішим індоєвропейським календарем і мали початкові астрономічні знання. На керамічному посуді з-під міста Вінковці виявлено (імовірно) зображення сузір'їв Оріону, Кассіопеї, Лебеді, Близнюків, Пегаса, Сонця, скупчення Стожари.
Згідно з думкою Марії Гімбутас, носіями цієї культури були індоєвропейці що мігрували і осіли в Європі. Олександр Монгайт об'єднував вучедольську культуру з мондейською культурою. Також у вучедольців спостерігається спільність у матеріальній культурі з сусідньою культурою Ремеделло в Італії і, можливо, з культурою Полада.